# テムール・ジュラエフ
テムール・オルティバエヴィチ・ジュラエフ (英語: Temur Oltiboevich Juraev、ウズベク語: Temur Oltiboevich Jo'raev、1984年5月12日 - ) は、ウズベキスタン・タシュケント出身のプロサッカー選手である。ポジションはGK。「ティムール・ジュラエフ」と表記されることもある。

## 概要
ジュラエフはサッカーウズベキスタン代表に選出されていた。
2010年に開催されたアジア競技大会のカタール戦では、DFの出したバックパスの処理を誤り大きなピンチを招いたものの、相手のカタール代表選手がゴールに流しこむだけのボールをゴールポストに当てたため、危うく失点を免れている。

## 獲得タイトル
- ウズベク・リーグ: 2002, 2004, 2005, 2006, 2007, 2012
- ウズベキスタン・カップ: 2002, 2004, 2005, 2006, 2007, 2009, 2011, 2014
- CISカップ: 2007